# Final Fight Revenge
Final Fight Revenge (яп. ファイナルファイト リベンジ Фаинару Фаито Рибэндзи) — 3D-файтинг, выпущенный в 1999 году. Игра была выпущена американским подразделением фирмы Capcom (позже известная под названием «Capcom Production Studio 8»), той же самой командой, которая впоследствии выпустила игры Maximo: Ghosts to Glory и Final Fight: Streetwise. Final Fight Revenge была выпущена в июле 1999 года для аркадной платформы Sega ST-V. Данная игра является сиквелом игры Final Fight в жанре beat ’em up для аркадных автоматов. 30 марта 2000 года была выпущена версия игры для домашней игровой консоли Sega Saturn. Данная игра стала последней официально выпущенной игрой от фирмы Capcom для игровой консоли Sega Saturn. Следует отметить, что версия для Sega Saturn была доступна только в Японии, но игра использовала английский язык в случае, если он был выставлен в настройках консоли.

## Игровой процесс
Final Fight Revenge использует для управления восьмиосевой геймпад и пять кнопок: четыре кнопки для атаки и пятую «специальную» кнопку. Пятая кнопка используется для перемещения игрока на передний или задний фон экрана путём одновременного её нажатия вместе с кнопками «вверх» или «вниз».
«Специальная» кнопка используется также для того, чтобы подбирать с земли оружие или предметы, восстанавливающие здоровье. Когда игрок приближается к оружию или предмету, лежащему на земле, на экране появляется зелёная стрелка, предупреждающая игрока об этом. В игре имеются два вида оружия: оружие ближнего боя, такое как ножи и свинцовые трубы, и огнестрельное оружие, такое как огнеметы и пулеметы. Игрок может подобрать и сохранить в своём инвентаре до трёх видов оружия и свободно переключаться между ними. Также игрок может бросить оружие, которым он снаряжён в данный момент, в своего противника.

## Персонажи
Final Fight Revenge имеет десять персонажей, доступных для выбора игроком. Все эти персонажи взяты из оригинальной игры Final Fight. Коди, Гай и Хаггар были персонажами, доступными для выбора игроком в оригинальной игре, в то время как Гадо, Пойзон, Андоре, Чертяга, Содом, Эди. Э. и Роленто использовались в оригинальной игре в качестве противников. Гай, Содом, Роленто и Коди ранее использовались фирмой Capcom в игре Street Fighter Alpha и некоторые из них используют те же самые приёмы, что и в игре Street Fighter Alpha.
Однопользовательский режим игры содержит в себе шесть противников, управляемых компьютером. Финальный бой с зомби под именем Белгер, финальным боссом из игры Final Fight.